# Cherokee (webserver)
Cherokee is een webserver in het leven geroepen door Alvaro Lopez Ortega onder andere bekend van OpenSolaris. De ontwikkeling van Cherokee is gestart in 2005, na de eerste Cherokee Summit werd versie 1.0 uitgegeven. Een belangrijk verschil tussen de meeste webservers en Cherokee is de aanwezigheid van een losse administratie webservice in Python. Deze maakt het mogelijk voor een eindgebruiker een configuratie te maken binnen een webbased omgeving.
Cherokee is een snelle, flexibele, eenvoudig te configureren webserver. Cherokee ondersteunt: FastCGI, SCGI, PHP, CGI, TLS en beveiligde SSL connecties, virtuele hosts, authenticatie, on the fly encoding, load balancing en Apache-compatibele logbestanden.

## Licentie
De Cherokee webserver is gratis en open source, en wordt uitgegeven onder de GNU General Public License.

## Ondersteunde platformen
Cherokee is beschikbaar voor MacOS X, Unix, Linux en Windows.